# Military Medal
De Britse Militaire Medaille, een van de vele onderscheidingen die deze naam in verschillende landen dragen, werd op 15 maart 1916 ingesteld. Het besluit van Koning George V van het Verenigd Koninkrijk bepaalde dat alle militairen uit het Britse Gemenebest voor de medaille in aanmerking kwamen en hij antedateerde de stichting op het jaar 1914, het begin van de Eerste Wereldoorlog.
De medaille was een stap lager dan het voor onderofficieren en lagere officieren bestemde Military Cross. Het Groot-Brittannië van 1916 was zeer snobistisch en standsbewust en het werd onwenselijk geacht om de officieren en de manschappen dezelfde onderscheiding voor dapperheid te geven. Dit uiteraard met uitzondering van het Victoria Cross. In 1993 werd de Military Medal afgeschaft. Nu komen militairen van alle rangen in aanmerking voor een Military Cross.
De Militaire Medaille was een onderscheiding voor de Britse landmacht; de Britse marine kende de Distinguished Service Medal en de Britse luchtmacht de Air Force Medal die even hoog werden ingeschaald en voor vergelijkbare verdiensten werden toegekend.
De zelden verleende Distinguished Conduct Medal is hoger dan de Military Medal en een vermelding in een dagorder geldt als lager dan deze medaille die 135 000 maal werd toegekend. Soms werden onderofficieren met de Militaire Medaille onderscheiden, bij herhaalde verlening werd een gesp op het lint gemonteerd. Dragers voeren de letters "MM" achter hun naam.
In het conflict om de Falkland Eilanden werd de Military Medal binnen de Royal Marine Commandos tienmaal verleend.

## Versiersel
De ronde zilveren medaille is 36 millimeter breed. De bevestiging aan het lint scharniert en draait aan de rijk bewerkte zilveren gesp. Op de voorzijde is de regerende vorst afgebeeld, op de keerzijde staat 'FOR BRAVERY IN THE FIELD" onder een monogram en een keizerlijke kroon binnen een lauwerkrans.
Het lint is donkerblauw met twee rode strepen op het witte middenveld. Op een baton wordt een zilveren roos bevestigd voor iedere gesp.
Het is gebruikelijk om medailles als deze vóór de uitreiking op de rand te voorzien van een inscriptie met de naam en rang van de decorandus en de datum van de toekenning.
Militairen laten bij het dagelijkse uniform zien dat zij een of meer gespen bezitten door een kleine zilveren tudorroos op het baton te naaien. De dragers kunnen op een mess-jacket of rokkostuum een miniatuur van de medaille, met miniatuurgespen op het lint, of aan een ketting op het revers dragen.

## Bekende gedecoreerden
- Fred 'Buck' Kite die twee gespen op het lint mocht dragen.
- De Nederlandse spion Thijs Taconis
- De Nederlandse tolk en hullgunner Piet M.J. van Beurden
- Ernest Albert Corey, Australische soldaat tijdens de Eerste Wereldoorlog, de enige persoon ooit die de onderscheiding viermaal heeft ontvangen
- Andy McNab, Irak-veteraan
- Chris Ryan, Irak-veteraan